# Juan Antonio del Álamo
Juan Antonio del Álamo Cruces, "Juanan" (Salamanca, España, 8 de noviembre de 1993) es un futbolista español. Actualmente juega en el Zamora CF, de la Segunda División B de España como medio campo-mediocentro.

## Trayectoria
Se ha formado en las categorías inferiores del UD Salamanca.
Ha pasado por clubes como el CF Salmantino y el Zamora CF.
El 16 de julio de 2018, llega libre al Zamora Club de Fútbol firmando por 1 temporada.

## Clubes
| Club          | País   | Año       |
| ------------- | ------ | --------- |
| CF Salmantino | España | 2012-2015 |
| Zamora CF     | España | 2015-2017 |
| CF Salmantino | España | 2017-2018 |
| Zamora CF     | España | 2018-Act. |